# گوا
گوا (کونکانی:गोंय مراتی:गोवा پرتغالی:Goa) نام شهری بندری و ایالتی در حاشیه جنوب غربی هندوستان است. گوا شامل بندر گوا و شهر گوای کهنه یا شهر قدیمی گوا در فاصله حدوداً ۴۰ کیلومتری آن می‌باشد.
طبیعت گوا با تپه‌های بسیار سبز در کنار رودهای فراخ با کشتزارهای برنج، نخل‌های فراوان و سایر درختان گرمسیری جلوه بسیار زیبایی دارد. وسیع‌ترین سواحل و مراکز تفریحی ساحلی هند در گوا قرار دارد و این شهر سالانه از صدها هزار گردشگر داخلی و خارجی پذیرایی می‌کند. سواحل گوا پهناور بوده و آفتابی درخشان و زیبا دارد. ۴۵۱ سال حکومت پرتغال بر این منطقه، باعث شده که تمام شهرها و حتی روستاهای گوا فرهنگی خاص داشته باشند.
نام گوا احتمالاً تلفظ پرتغالی یک واژه سانسکریت است که در «حماسه ماهابهاراتا» هم آمده. «گوپاراشترا» یا «گوواراشترا» به‌معنی مردم گاوبان.

## تاریخ
قدمت شهر گوا را به قرن سوم پیش از میلاد نسبت می‌دهند زمانی که به عنوان بخشی از امپراتوری مایریان شکل گرفت؛ و از آن پس تحت حکومت‌های محلی یا خاندان‌های مهم هند بود.
در سال ۱۳۱۲ گوا تحت حکومت دهلی یا سلطنت دهلی قرار گرفت.
در سال ۱۴۹۸ واسکو دو گاما دریانورد پرتغالی توانست دماغه امید نیک قاره آفریقا را دور بزند و به هندوستان برسد. به این ترتیب دسترسی پرتغال و سایر اروپائیان به هندوستان و جزایر و بنادر اقیانوس هند آسان شد.
در روز ۲۵ نوامبر ۱۵۱۰ میلادی آلفونس دوآلبوکرک دریانورد و ماجراجوی پرتغالی بندر گوا را تصرف کرد. او با یک ناوگان جنگی بنادر استراتژیک زیادی در اقیانوس هند از جزیره هرمز در خلیج فارس تا مالاکا را تصرف کرد.
امپراتوری پرتغال شدیداً علاقه‌مند به گسترش قلمرو خود و تجارت ادویه بود. فتح شهر و بندر گوا برای تجارت پرتغال میان شبه جزیره عربستان و آسیای جنوب شرقی امری حیاتی بود.
بندر گوا پس از مدتی به مرکز امپراتوری استعماری پرتغال در جزایر هند شرقی و اقیانوس هند تبدیل شد و از پایگاه گوا بود که پرتغالی‌ها به سایر نقاط آسیا از جمله خلیج فارس دست اندازی کردند. اروپا به ویژه انگلستان منافع مادی خود در هند را زمانی دریافتند که پرتغالیان به هند راه یافتند و در منطقه گوا مستقر شدند.
هرچند پرتغالی‌ها مستعمرات و تصرفات خود را به تدریج از دست دادند اما بندر گوا تا سال ۱۹۶۱ در تصرف آنان باقی‌ماند و حتی در آن زمان نیز سالازار دیکتاتور پرتغال حاضر به تحویل بندر گوا به کشور مستقل هند نبود.
سرانجام جواهر لعل نهرو توانست با توسل به زور اما بدون خون ریزی بندر گوا را باز پس بگیرد. ارتش هند روز ۱۷ دسامبر سال ۱۹۶۱ سرانجام پس از چهار قرن و نیم، گوا را از دست پرتغالی‌ها خارج ساخت و به استعمار این کشور کوچک اروپایی به عنوان آخرین بازمانده‌استعمار در شبه قاره هند پایان داد.

## جغرافیا
ایالت گوا در ساحل غربی هند در منطقه کونکان واقع است که از شمال به ایالت ماهاراشتارا، از شرق و جنوب به ایالت کارانتاکا و از غرب به دریای عمان محصور است.
گوا با مساحت ۳٬۷۰۲ کیلومتر مربع کوچکترین ایالت هند است و از نظر جمعیت با ۱٬۴۰۰٬۰۰۰ نفر این ایالت رتبه چهارم را در کم بودن جمعیت در هند داراست.
مرکز ایالت گوا شهر پانجی یا پانجیم است که از زمان پرتغالی‌ها به جا مانده و هنوز ساختمان‌ها و کلیساهای بزرگی از آن زمان در این شهر به چشم می‌خورند.

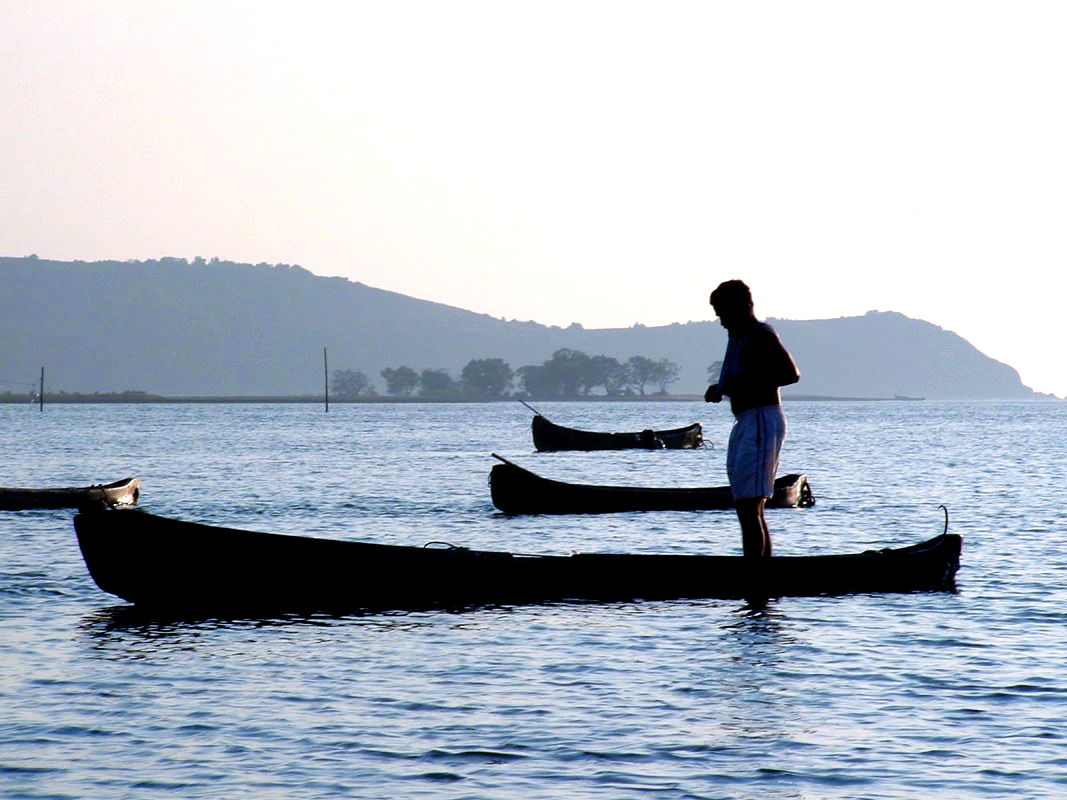
ماهیگیری در رودخانه چاپورا

بندر گوا در اغلب سال هوایی گرم و شرجی دارد؛ که برای استفاده از دریا مناسب است.
در ماه مه گرمترین هوا را داراست که افزون بر ۳۵ درجه سانتی گراد می‌شود. فصل بارانهای موسمی یا مانسون از ماه ژوئن تا سپتامبر را در بر می‌گیرد اما اوج بارندگی‌ها مربوط به ژوئیه و اوت می‌باشد. گوا یک فصل سرما کوتاه مدت از اواسط دسامبر تا اواخر فوریه دارد که در شبها درجه حرارت حدود ۲۰ درجه سانتی گراد است.

## گردشگری
بندر گوا منطقه بسیار زیبایی است که سواحل شنی وسیع، زیبا، آرام و لذت بخشی دارد.
طبیعت سرسبز، نخل‌ها، زیباترین سواحل و مراکز تفریحی ساحلی و امکانات مطلوب گردشگری با هزینه نسبتاً کم از مهمترین عوامل جذب گردشکران به این منطقه است.
افزون بر محیط طبیعی کلیسای بوم ژیزوس همراه با مومیایی زاویر مقدس در منطقه گوای کهنه شهرت و جذابیت ویژه‌ای دارد. کار ساخت این کلیسا از سال ۱۵۹۴ میلادی آغاز شده و در سال ۱۶۰۵ به پایان رسیده‌است. کل مخارج احداث کلیسا را یک مرد پرتغالی اهدا کرده‌است.

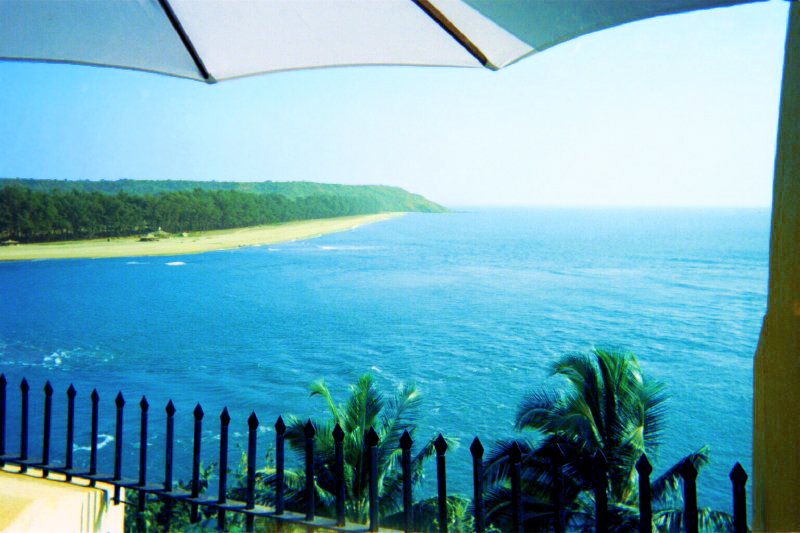
گوا به خاطر ساحل‌های وسیع آفتابی در جهان شهرت دارد

پیکر مومیایی شده زاویر مقدس در تابوتی شیشه‌ای و بر روی یک طاق بلند و در پشت حصار شیشه‌ای قابل رویت است. پوست سیاه خشکیده که به روی جمجمه کشیده شده، با چشمهای بسته از فاصله نه چندان دور قابل تشخیص است.
بیش از ۴۵۵ سال است که پیکر این مُبلغ اسپانیایی کیش مسیحیت در گوای کهنه است. مردم محلی معتقدند که جسد او مومیایی نیست و به‌طور طبیعی همین‌طور حفظ شده‌است. هر ده سال یکبار جسد را از طاق بیرون می‌آورند تا بازدیدکنندگان کلیسا بتوانند او را از نزدیک ببینند.
فرانسیس زاویر مقدس، نخستین مبلغ مسیحیت در گوا بود که سال ۱۵۴۲ وارد گوا شد و ۱۰ سال در اینجا ماند و طی این ۱۰ سال به ژاپن، مالزی، اندونزی و سری لانکا هم سفر کرد. در راه رسیدن به چین، بیمار شد و در روز سوم دسامبر ۱۵۵۲ در یک جزیره درگذشت.

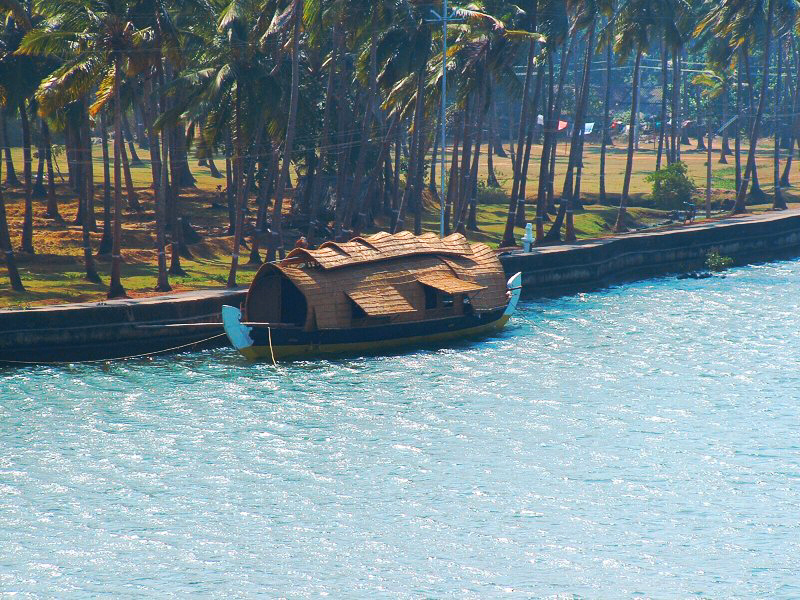
قایقی در رودخانه چاپورا در منطقه گوا

او آن زمان ۴۶ سال داشت. پس از مرگ جسدش را در چین به خاک سپردند، ولی او قبل از مرگ وصیت کرده بود در هر کجای دنیا که بمیرد باید پیکرش را به گوا بیاورند. گفته می‌شود به خاطر همین وصیت چهار ماه پس از مرگ زاویر، گور او را گشودند و جسد را دست نخورده یافتند، یعنی جسد به‌طور معجزه‌آسایی سالم بود. پیکر او را از چین به گوا آوردند و اکنون در این کلیسا آرمیده‌است.
افزون بر آن تندیس گاندی در گوا، کلیسای سنت فرانسیس، کلیسای جامع گوا، سنت آگوستین بازار مارگو، کلیسای مارگو، کلیسای سنت آندرو، معبد ماهاسیا، کلیسای پتناجیم، بازار ماپوسا و بازار آنجونا از مراکز دیدنی منطقه گوا به‌شمار می‌روند.

## فرهنگ

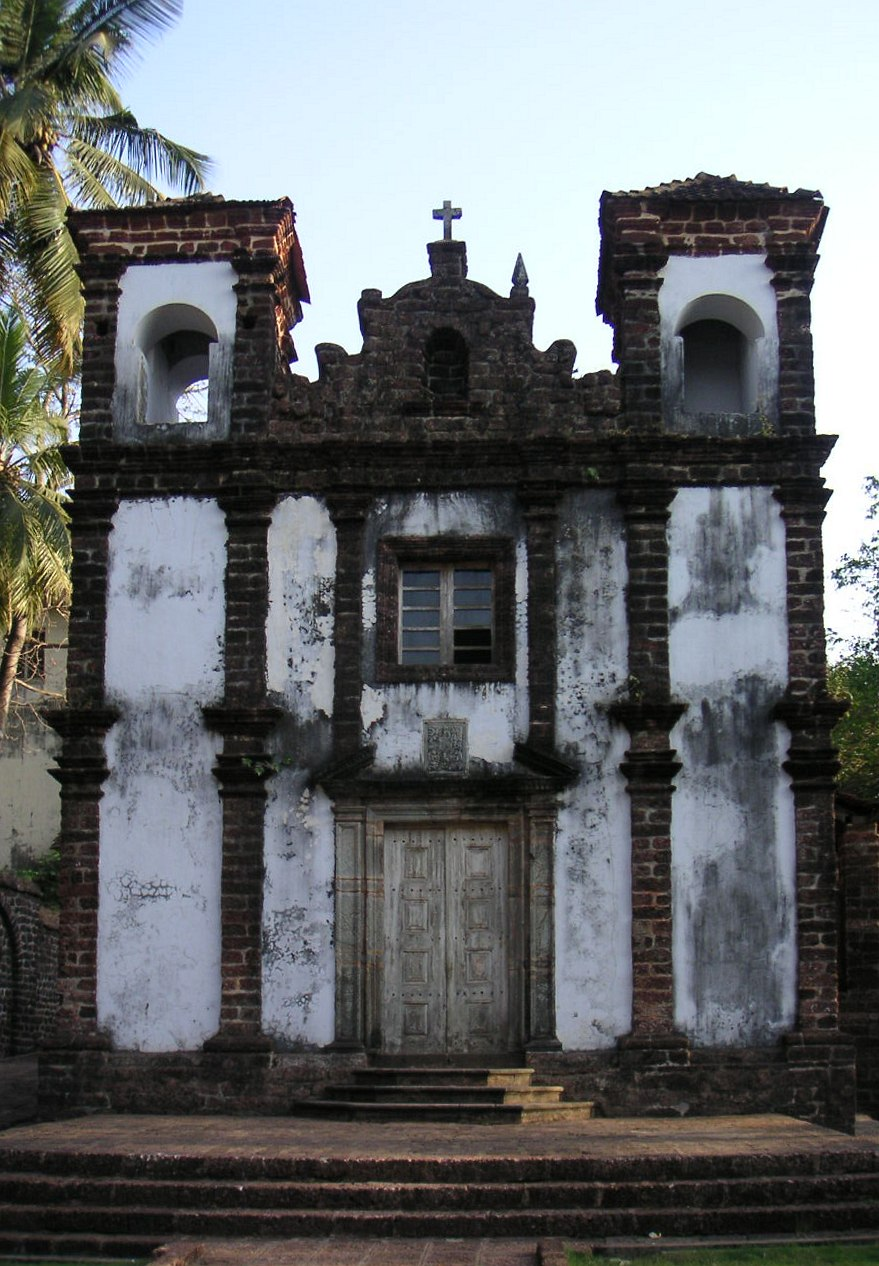
کلیسای کوچکی در کوای کهنه نمونه‌ای از معماری پرتغالی

سلطه دیرپای پرتغال بر این سرزمین بی‌اثر نبوده و همین حالا هم بیشتر سالمندان گوا زبان پرتغالی را بلدند. زبان محلی مردم گوا، موسوم به زبان کونکنی هم سرشار از واژه‌های پرتغالی است. نسل جوان اما بیشتر به زبان انگلیسی رو آورده و کمتر پرتغالی بلدند. در صد افراد مسلط به زبان انگلیسی و پیروان مسیحیت به نحو مشهودی بیش از سایر مناطق هند است و از نگاه نخست می‌توان بی‌درنگ تشخیص داد که گوا با دیگر مناطق هند متفاوت است و بیش از سایر مناطق رنگ و بوی اروپایی دارد. نفوذ فرهنگ اروپایی در شبه قاره از این منطقه شروع شد و ساختمان‌ها و لباس مردم تشابه زیادی با شهر و روستاهای پرتغال دارد.
شلوغ‌ترین دیسکوهای موجود در هند را می‌توان در گوا یافت. غذاهای گوا بسیار معروف است و مخلوطی است از غذاهای پرتغالی، جنوب هند و عربی. اما به سبب حضور همیشگی گردشگران غذاهای متنوعی در همه جای شهر در دسترس است. گوا یکی از معدود مکان‌های هند است که اغلب رستوران‌های آن هم گوشت گاو و هم گوشت خوک را سرو می‌کنند.